# Dasyscolia ciliata
Dasyscolia ciliata (Fabricius, 1787) è un imenottero vespoideo della famiglia Scoliidae, diffuso nei paesi del bacino del Mediterraneo.

## Descrizione
È una vespa di medie dimensioni (15–18 mm) caratterizzata da una fitta peluria di colore nero sul capo, bruno-dorata su torace e addome. Le ali sono di colore giallo-ialino.

## Tassonomia
Sono note due sottospecie:
- D. ciliata ciliata (Fabricius, 1787) - sottospecie nominale
- D. ciliata araratica (Radoskovsky, 1890)  - si differenzia per un colore più scuro, tendente al grigio, della peluria addominale

## Distribuzione e habitat
È una specie con areale mediterraneo. La sottospecie nominale è presente nella penisola Iberica, in Nord Africa, nel sud della Corsica e nel bacino del Mar Egeo; in Italia è presente solo in Sicilia e Sardegna. Nella parte orientale del bacino del Mediterraneo (Rodi, Turchia, Iran, Israele) la sottospecie nominale è vicariata dalla sottospecie D. ciliata araratica.

## Biologia
I maschi di D. ciliata sono responsabili della impollinazione dell'orchidea Ophrys speculum che attrae questi insetti grazie al mimetismo sessuale legato sia all'aspetto del labello, che richiama quello dell'addome della femmina, sia alla produzione di sostanze volatili simili ai feromoni delle femmine.